# Phil Cayzer
Phillip „Phil“ Arthur Cayzer (* 13. Mai 1922; † 15. Juli 2015 in Sydney) war ein australischer Ruderer. 1952 war er Olympiadritter mit dem australischen Achter.

## Sportliche Karriere
Phil Cayzer ruderte ab 1947 für den Sydney Rowing Club. Ab 1949 saß er im Achter von New South Wales, mit dem er von 1949 bis 1951 australischer Meister war. 1950 siegte er mit dem australischen Achter bei den British Empire Games in Auckland.
Zwei Jahre später trat der australische Achter in der Besetzung Bob Tinning, Ernest Chapman, Nimrod Greenwood, Mervyn Finlay, Edward Pain, Phil Cayzer, Geoff Williamson, David Anderson und Steuermann Tom Chessell bei den Olympischen Spielen 1952 in Helsinki an. Im ersten Vorlauf belegten die Australier den zweiten Platz hinter den Jugoslawen. Im zweiten Halbfinale erreichten sie das Ziel als Dritte hinter den Booten aus den Vereinigten Staaten und aus der Sowjetunion, konnten sich aber als Sieger des ersten Hoffnungslaufs gegen die Jugoslawen durchsetzen. Im Finale siegte das Boot aus den Vereinigten Staaten wie im Halbfinale vor dem Boot aus der Sowjetunion und den Australiern. 1953 fiel Cayzer wegen einer Verletzung durch einen Verkehrsunfall aus, aber 1954 war er noch einmal Meister von New South Wales.
Cayzer war Absolvent des St. Joseph’s College in Sydney und studierte Chemie. Später war er Geschäftsmann, blieb aber dem Rudersport verbunden. Er war bis in die 1970er Jahre Trainer beim Sydney Rowing Club und betreute den australischen Vierer mit Steuermann bei den Olympischen Spielen 1964. In den 1970er Jahren zog er nach Melbourne und wurde Trainer beim Mercantile Rowing Club. In den 1980er Jahren kehrte er zurück nach Sydney. Später initiierte er einen jährlichen Wettbewerb zwischen dem Sydney Rowing Club und dem Mercantile Rowing Club, die Sieger-Crew erhielt den Cayzer Cup. 1992 wurde er für seine Verdienste um den Rudersport mit der Medal of the Order of Australia ausgezeichnet. 